# Putere
În fizică puterea este mărimea fizică scalară ce caracterizează schimbul de energie în unitatea de timp.

## Definiție
Definiția clasică a puterii se bazează pe puterea mecanică:
{\displaystyle P={\frac {L}{t}}}
unde
P este puterea
L este lucrul mecanic
t este timpul.
Unitatea de măsură pentru putere în SI este wattul:
{\displaystyle [P]_{SI}={\frac {[L]_{SI}}{[t]_{SI}}}={\frac {J}{s}}=W}

## Tipuri de putere

### după natură
- mecanică
- termică (calorică, frigorifică)
- electrică
- sonoră
- luminoasă

### după durata efectuării
- instantanee
- medie

Puterea instantanee este derivata energiei schimbate (în relația următoare sub forma lucrului mecanic) în funcție de timp:
{\displaystyle P={\frac {dL}{dt}}}
Pentru un interval de timp Δt puterea medie este energia schimbată (în relația următoare sub forma lucrului mecanic) în intervalul de timp:
{\displaystyle P={\frac {L}{\Delta t}}}